# Tibouchina axillaris
Tibouchina axillaris är en tvåhjärtbladig växtart som beskrevs av Célestin Alfred Cogniaux. Tibouchina axillaris ingår i släktet Tibouchina och familjen Melastomataceae. Inga underarter finns listade i Catalogue of Life.